# (10721) Tuterov
(10721) Tuterov (1986 QO4) – planetoida z pasa głównego asteroid okrążająca Słońce w ciągu 3,42 lat w średniej odległości 2,27 j.a. Odkryta 17 sierpnia 1986 roku.